# مالسدورف
مالسدورف (به آلمانی: Berlin-Mahlsdorf) یک منطقهٔ مسکونی در آلمان است که در Marzahn-Hellersdorf واقع شده‌است. مالسدورف ۲۶٬۸۵۲ نفر جمعیت دارد.